# Sibeth Ndiaye
Sibeth Ndiaye, nacida el 13 de diciembre de 1979 en Dakar (Senegal), es consultora de comunicación y política francesa. Senegalesa, se nacionalizó francesa en 2016, tras la muerte de su madre, aunque conserva el pasaporte senegalés. Está casada y tiene tres hijos.
A cargo de las relaciones de prensa de Emmanuel Macron durante su campaña presidencial de 2017, ella lo sigue al Palacio del Elíseo después de su elección. El 31 de marzo de 2019, fue nombrada Secretaria de Estado del Primer Ministro Édouard Philippe y portavoz del Gobierno.
Sus padres, un político senegalés y una alta magistrada, participaron en la lucha por la independencia de Senegal de Francia. Estudió el bachillerato en el prestigioso liceo Montaigne de París y después cursó Filosofía Política y se diplomó en Economía de la Sanidad en la Universidad de la Sorbona. Más tarde ingresó en el Partido Socialista Francés y trabajó en el servicio de prensa de algunas campañas electorales locales. Tras pasar por el sector privado, entró en el servicio de prensa del Ministerio de Economía, donde comenzó a colaborar con el titular del mismo Emmanuel Macron.
Su nombramiento como portavoz del gobierno ha sido criticado por algunos comentaristas, como la filósofa Anne-Sophie Chazaud que escribió un artículo en Le Figaro en el que afirmó que la personalidad de la portavoz «representa todo lo que el país parece rechazar» durante la crisis de los chalecos amarillos: la inexperiencia política, la tecnocracia y el desconocimiento de los problemas de la Francia periférica.